# Celebrimbor
Celebrimbor (Quenya: ˌkɛlɛˈbrimbɔr) é um personagem fictício do legendarium de J. R. R. Tolkien. Nos contos de Tolkien, Celebrimbor é um ferreiro élfico que foi manipulado por Sauron, o Senhor do Escuro, disfarçado como Annatar ("Senhor dos Presentes"), para forjar os Anéis de Poder. Sauron, em segredo, criou o Um Anel para controlar todos os outros anéis e dominar a Terra Média, desencadeando os eventos narrados em O Senhor dos Anéis.
Tolkien, como filólogo profissional, foi convidado a traduzir uma inscrição no templo romano tardio de Nodens em Lydney Park [en], Gloucestershire. A inscrição mencionava uma maldição sobre um anel; o local era conhecido como "Colina dos Anões"; e Tolkien relacionou Nodens ao herói irlandês Nuada Airgetlám, "Nuada da Mão de Prata". Essa combinação inspirou Tolkien a criar Celebrimbor (cujo nome significa "Mão de Prata" em  Sindarin, uma língua fictícia criada por Tolkien), anéis perigosos e anãos habilidosos em artesanato, aliados de Celebrimbor, como elementos de sua obra.
Celebrimbor aparece no videojogo de 2014 Middle-earth: Shadow of Mordor e em sua sequência de 2017, Middle-earth: Shadow of War, onde é dublado por  Alastair Duncan. Na série de televisão de 2022, O Senhor dos Anéis: Os Anéis de Poder, ele é interpretado por Charles Edwards [en].

## Narrativa na Terra Média
| Época        | História de Celebrimbor e os Anéis |
| ------------ | --- |
| Primeira Era | - Celebrimbor, neto de Fëanor e filho de Curufin, nasce (O Silmarillion) |
| Segunda Era  | - Celebrimbor torna-se senhor de Eregion - Sob a orientação de "Annatar" (Sauron), Celebrimbor e os elfos começam a forjar os Anéis de Poder - Os elfos criam os Três Anéis sem a participação de Sauron - Sauron forja o Um Anel para dominar o mundo; Celebrimbor percebe a traição de Sauron - Sauron destrói Eregion; Celebrimbor morre - Elfos e homens enfrentam Sauron em guerra - Sauron é derrotado; Isildur corta o Um Anel da mão de Sauron |
| Terceira Era | - Isildur perde o Um Anel e é morto - Bilbo Bolseiro encontra o Um Anel - Sauron retorna a Mordor - O Um Anel é destruído no Monte da Perdição; Sauron é completamente derrotado |

Celebrimbor era filho de Curufin, um dos filhos de Fëanor e Nerdanel, sendo o único neto conhecido de Fëanor. Fëanor foi o mais habilidoso artesão da Primeira Era, forjando os três Silmarils para capturar a luz das Duas Árvores de Valinor. Celebrimbor acompanhou seu pai e avô à Terra Média, deixando sua mãe em Aman com o povo de Finarfin. Ele renunciou ao pai quando Celegorm e Curufin foram expulsos de Nargothrond. Durante a Segunda Era, Celebrimbor viveu no reino élfico de Eregion e fundou uma irmandade de ferreiros joalheiros.

### Amigo dos anões
Desde os primórdios de Eregion, Celebrimbor fortaleceu os laços com Khazad-dûm (Moria), o reino anânico vizinho. Ele tornou-se amigo de Narvi, um grande artesão anão, e juntos construíram o Portão Oeste de Khazad-dûm. A contribuição especial de Celebrimbor foram as inscrições no portão.

### Forjador dos anéis

Sauron, disfarçado, enganou Celebrimbor e os ferreiros de Eregion para criar os Anéis de Poder, e em segredo forjou o Um Anel para controlar todos os outros e dominar a Terra Média. Diagrama com links clicáveis.

Mais tarde, alguém chamado Annatar chegou a Eregion. Ele parecia ser um elfo e afirmava ter sido enviado pelos Valar para compartilhar seu conhecimento e habilidades em forja de anéis e joalheria em benefício de toda a Terra Média; na verdade, era Sauron disfarçado. Annatar ofereceu orientação valiosa e aparentemente benevolente a Celebrimbor e aos ferreiros de Eregion, que começaram a criar os Anéis de Poder para os governantes da Terra Média — sete para os senhores anões e nove para homens. Secretamente, sem o conhecimento de Sauron, Celebrimbor também forjou três anéis para os elfos, os mais poderosos e belos dos Anéis de Poder, livres da influência corruptora de Sauron.
Ao mesmo tempo, Sauron forjou secretamente um anel: o Um Anel, que lhe permitiria governar a Terra Média. Mais tarde, Sauron reassumiu seu papel como Senhor do Escuro e colocou o Um Anel em seu dedo, reivindicando domínio sobre todos os Anéis de Poder e seus portadores. Antes disso, Celebrimbor acreditava que Sauron era quem dizia ser, mas ao perceber a verdade, ele e os elfos de Eregion desafiaram Sauron, recusando-se a entregar os outros anéis. Ele já havia enviado os três anéis para serem protegidos.
Com seu plano descoberto pelos elfos, Sauron retaliou atacando Eregion, iniciando a Guerra dos Elfos e Sauron e devastando o reino. Celebrimbor foi capturado no saque de Eregion e, sob tortura, foi forçado a revelar onde estavam os Nove e os Sete, mas não divulgou o paradeiro dos três anéis élficos. Sauron tomou os anéis menores e os usou como instrumentos de maldade nos anos seguintes, especialmente contra os homens. Celebrimbor morreu devido às torturas; seu corpo, alvejado por flechas, foi pendurado em um mastro e usado pelas forças de Sauron como estandarte no campo de batalha.

### Origens alternativas
Assim como Galadriel e Gil-galad, Celebrimbor apareceu pela primeira vez como personagem em O Senhor dos Anéis e depois foi inserido em O Silmarillion, o que levou a várias alterações em sua ascendência. Em uma versão de cerca de 1968, incluída no ensaio Eldarin Hands, Fingers and Numerals, Celebrimbor era um dos Teleri de Aman, um dos três companheiros de Galadriel e Celeborn (aqui transformado em um príncipe Telerin chamado Teleporno ou Telporno). Christopher Tolkien observou que seu pai mencionara a descendência de Celebrimbor de Fëanor nos apêndices de O Senhor dos Anéis, destacando-a em uma cópia pessoal com uma nota afirmando que Celebrimbor era filho de Curufin e que, se tivesse lembrado disso, teria mantido essa versão. Em outra versão, no ensaio tardio Of Dwarves and Men, Celebrimbor era um dos Sindar que reivindicava descendência de Daeron, e, em certo momento, também foi um dos Noldor de Gondolin.

## Casa de Finwë
Celebrimbor pertencia à linhagem real de Finwë, alto rei dos Noldor, os elfos especialmente habilidosos em trabalhos manuais que migraram para Valinor e viveram no reino abençoado.
|          |          | Finwë    | Finwë    | Finwë    | Finwë    | Finwë  | Finwë  |          |          | Míriel   | Míriel   | Míriel      | Míriel   | Míriel  | Míriel  |           |           | Mahtan    | Mahtan    | Mahtan    | Mahtan    | Mahtan   | Mahtan   |       |       |       |       |       |       |  |  |  |  |  |  |  |  |  |  |  |  |  |  |  |  |  |  |  |  |  |  |  |  |  |  |
|          |          | Finwë    | Finwë    | Finwë    | Finwë    | Finwë  | Finwë  |          |          | Míriel   | Míriel   | Míriel      | Míriel   | Míriel  | Míriel  |           |           | Mahtan    | Mahtan    | Mahtan    | Mahtan    | Mahtan   | Mahtan   |       |       |       |       |       |       |  |  |  |  |  |  |  |  |  |  |  |  |  |  |  |  |  |  |  |  |  |  |  |  |  |  |
|          |          |          |          |          |          |        |        |          |          |          |          |             |          |         |         |           |           |           |           |           |           |          |          |       |       |       |       |       |       |  |  |  |  |  |  |  |  |  |  |  |  |  |  |  |  |  |  |  |  |  |  |  |  |  |  |
|          |          |          |          |          |          | Fëanor | Fëanor | Fëanor   | Fëanor   | Fëanor   | Fëanor   |             |          |         |         |           |           | Nerdanel  | Nerdanel  | Nerdanel  | Nerdanel  | Nerdanel | Nerdanel |       |       |       |       |       |       |  |  |  |  |  |  |  |  |  |  |  |  |  |  |  |  |  |  |  |  |  |  |  |  |  |  |
|          |          |          |          |          |          | Fëanor | Fëanor | Fëanor   | Fëanor   | Fëanor   | Fëanor   |             |          |         |         |           |           | Nerdanel  | Nerdanel  | Nerdanel  | Nerdanel  | Nerdanel | Nerdanel |       |       |       |       |       |       |  |  |  |  |  |  |  |  |  |  |  |  |  |  |  |  |  |  |  |  |  |  |  |  |  |  |
|          |          |          |          |          |          |        |        |          |          |          |          |             |          |         |         |           |           |           |           |           |           |          |          |       |       |       |       |       |       |  |  |  |  |  |  |  |  |  |  |  |  |  |  |  |  |  |  |  |  |  |  |  |  |  |  |
|          |          |          |          |          |          |        |        |          |          |          |          |             |          |         |         |           |           |           |           |           |           |          |          |       |       |       |       |       |       |  |  |  |  |  |  |  |  |  |  |  |  |  |  |  |  |  |  |  |  |  |  |  |  |  |  |
|          |          |          |          |          |          |        |        |          |          |          |          |             |          |         |         |           |           |           |           |           |           |          |          |       |       |       |       |       |       |  |  |  |  |  |  |  |  |  |  |  |  |  |  |  |  |  |  |  |  |  |  |  |  |  |  |
| Maedhros | Maedhros | Maedhros | Maedhros | Maedhros | Maedhros |        |        | Celegorm | Celegorm | Celegorm | Celegorm | Celegorm    | Celegorm |         |         | Caranthir | Caranthir | Caranthir | Caranthir | Caranthir | Caranthir |          |          | Amrod | Amrod | Amrod | Amrod | Amrod | Amrod |  |  |  |  |  |  |  |  |  |  |  |  |  |  |  |  |  |  |  |  |  |  |  |  |  |  |
| Maedhros | Maedhros | Maedhros | Maedhros | Maedhros | Maedhros |        |        | Celegorm | Celegorm | Celegorm | Celegorm | Celegorm    | Celegorm |         |         | Caranthir | Caranthir | Caranthir | Caranthir | Caranthir | Caranthir |          |          | Amrod | Amrod | Amrod | Amrod | Amrod | Amrod |  |  |  |  |  |  |  |  |  |  |  |  |  |  |  |  |  |  |  |  |  |  |  |  |  |  |
|          |          |          |          | Maglor   | Maglor   | Maglor | Maglor | Maglor   | Maglor   |          |          | Curufin     | Curufin  | Curufin | Curufin | Curufin   | Curufin   |           |           | Amras     | Amras     | Amras    | Amras    | Amras | Amras |       |       |       |       |  |  |  |  |  |  |  |  |  |  |  |  |  |  |  |  |  |  |  |  |  |  |  |  |  |  |
|          |          |          |          | Maglor   | Maglor   | Maglor | Maglor | Maglor   | Maglor   |          |          | Curufin     | Curufin  | Curufin | Curufin | Curufin   | Curufin   |           |           | Amras     | Amras     | Amras    | Amras    | Amras | Amras |       |       |       |       |  |  |  |  |  |  |  |  |  |  |  |  |  |  |  |  |  |  |  |  |  |  |  |  |  |  |
|          |          |          |          |          |          |        |        |          |          |          |          | Celebrimbor |          |         |         |           |           |           |           |           |           |          |          |       |       |       |       |       |       |  |  |  |  |  |  |  |  |  |  |  |  |  |  |  |  |  |  |  |  |  |  |  |  |  |  |

| Cor | Descrição |
| --- | --------- |
|     | Elfos     |

## Origens no mundo real
Em 1928, um templo de culto pagão do século IV foi escavado em Lydney Park, Gloucestershire. Tolkien foi convidado a analisar uma inscrição em Latim no local: "Para o deus Nodens. Silvianus perdeu um anel [en] e doou metade [de seu valor] a Nodens. Entre aqueles chamados Senicianus, não permita saúde até que o devolva ao templo de Nodens." O nome antigo do lugar era "Colina dos Anões", e em 1932, Tolkien, como filólogo profissional, relacionou Nodens ao herói irlandês Nuada Airgetlám, "Nuada da Mão de Prata".
O estudioso Tom Shippey [en] considerou isso uma "influência pivotal" na Terra Média de Tolkien, combinando um herói divino, um anel, anões e uma mão de prata. A The J. R. R. Tolkien Encyclopedia [en] afirmwa que Mathew Lyons notou a "aparência semelhante a hobbits dos buracos de minas em [Colina dos Anões]", e que Tolkien, segundo a curadora de Lydney, Sylvia Jones, mostrou grande interesse pelo folclore do local durante sua visita. A enciclopédia acrescenta que Helen Armstrong destacou que o local inspirou "Celebrimbor e os reinos caídos de Moria e Eregion". O estudioso de literatura inglesa John M. Bowers observa que Celebrimbor é o termo em Sindarin para "Mão de Prata" e que, "como o local era conhecido localmente como Colina dos Anões e repleto de minas abandonadas, naturalmente sugeriu-se como inspiração para a Montanha Solitária e as Minas de Moria."
|  |  |

## Adaptações

### Videojogos
Celebrimbor aparece no videojogo de 2014 Middle-earth: Shadow of Mordor, onde é dublado por  Alastair Duncan. Para evitar simplesmente copiar os filmes de Peter Jackson, os criadores do jogo, Monolith Productions, decidiram combinar um personagem secundário, mas significativo, da Terra Média presente em O Silmarillion, Celebrimbor, com um personagem original de sua criação, Talion. O jogo se passa em algum momento entre os eventos de O Hobbit e O Senhor dos Anéis, período em que Celebrimbor sobrevive como um espectro amnésico. Após se unir a Talion (um patrulheiro de Gondor), os dois formam uma dupla de combate imortal, incapaz de deixar Mordor. Ao longo do jogo, Celebrimbor empresta suas habilidades como espectro a Talion, e juntos recuperam as memórias perdidas de Celebrimbor sobre Sauron e a forja dos Anéis de Poder: Sauron entrega a Celebrimbor um martelo poderoso para forjar os anéis. Em seguida, Celebrimbor é traído por Sauron, forçado a inscrever a inscrição no Um Anel e torturado até a morte após uma tentativa de golpe. Após derrotar os capitães de Sauron, Celebrimbor considera inútil derrotar o próprio Sauron e deseja partir para Valinor, mas é convencido por Talion a permanecer; ele então expressa seu desejo de forjar um novo Anel de Poder imune à influência de Sauron. Isso leva aos eventos da sequência de 2017, Middle-earth: Shadow of War, que os críticos descreveram como "divertida, inventiva, emocionante — e totalmente não canônica". Em Shadow of War, Celebrimbor e Talion forjam com sucesso um novo Anel de Poder que parece livre da influência de Sauron e é dito ser equiparável em poder aos nove anéis dos Nazgûl, mas sem sua influência corruptora. Eles usam o novo anel para combater Sauron com um exército de Uruks, com Talion notando que Celebrimbor está se tornando mais agressivo e desgastado. Eventualmente, é revelado que Celebrimbor pretende de fato derrubar Sauron em vez de destruí-lo, encerrando sua ligação com Talion e possuindo Eltariel (uma assassina élfica, personagem importante no jogo) para usá-la contra Sauron. Talion sobrevive ao se tornar um Nazgûl, e Celebrimbor é derrotado quando é expulso de Eltariel e rapidamente absorvido por Sauron, ficando ambos presos na forma de um grande olho flamejante no topo de Barad-dûr. Celebrimbor permanece aprisionado como parte do Senhor do Escuro até que o Um Anel é destruído, libertando seu espírito quando Sauron morre.

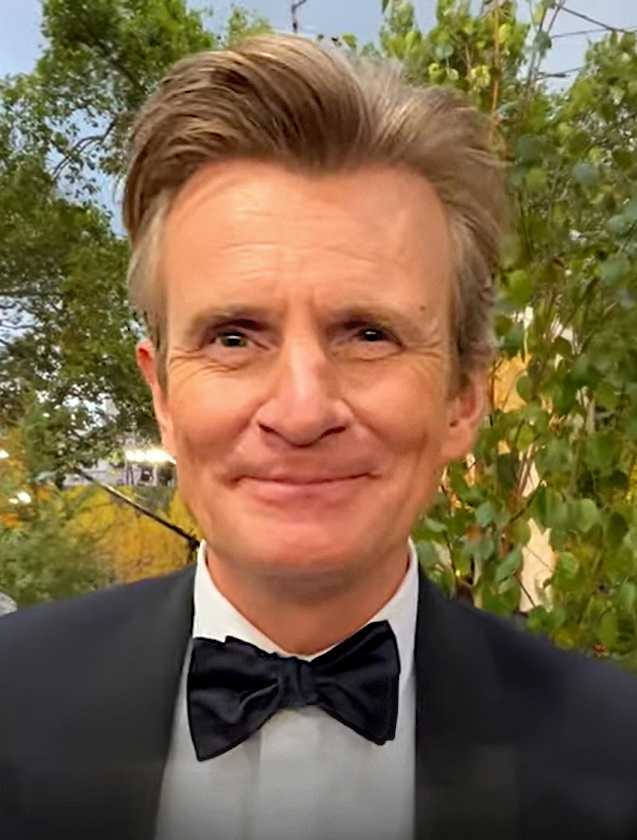
Charles Edwards interpretou Celebrimbor em Os Anéis de Poder.

### Outras mídias
O Segredo de Celebrimbor é o título de uma expansão, parte da série "O Ciclo do Forjador de Anéis", para O Senhor dos Anéis: O Jogo de Cartas, um jogo de cartas personalizável não colecionável produzido pela Fantasy Flight Games a partir de 2011.
Celebrimbor é interpretado pelo ator inglês Charles Edwards [en] na série de televisão O Senhor dos Anéis: Os Anéis de Poder, a partir de 2022.

### J. R. R. Tolkien
1. ↑  (Tolkien 2007, p. 42)
2. 1 2 3  (Tolkien 1996, cap. 4 "Dos Anões e dos Homens")
3. 1 2  (Tolkien 1954a, livro 2, cap. 4 "Uma Jornada no Escuro")
4. 1 2 3  (Tolkien 1980, parte 2, cap. 4 "A História de Galadriel e Celeborn")
5. 1 2 3  (Tolkien 1977, "Dos Anéis de Poder e da Terceira Era")
6. ↑  (Tolkien 2005)
7. ↑  (Tolkien 1977)
8. ↑  (Tolkien 1932)